# Xã West Oak Bluff, Quận Clay, Arkansas
Xã West Oak Bluff (tiếng Anh: West Oak Bluff Township) là một xã thuộc quận Clay, tiểu bang Arkansas, Hoa Kỳ. Năm 2010, dân số của xã này là 1.274 người.